# لاوینیا آگاکه
لاوینیا آگاکه (به رومانیایی: Lavinia Agache) زادهٔ ۱۱ فوریهٔ ۱۹۶۸ ژیمناستاهل رومانی است.